# Padina
Se procura a localidade homónima da Sérvia, veja Padina (Sérvia).
Padina Adans., 1763 é um género de algas castanhas da família das Dictyotaceae.

## Lista de espécies
O número de espécies integradas no género Padina é muito elevado. Estão validadas as seguintes espécies:
- Padina antillarum (Kützing) Piccone
- Padina arborescens Holmes
- Padina australis Hauck
- Padina boergesenii Allender & Kraft
- Padina boryana Thivy
- Padina calcarea Ni-Ni-Win, S.G.A.Draisma, W.F.Prud'homme van Reine & H.Kawai
- Padina caulescens Thivy
- Padina concrescens Thivy
- Padina condominium Kraft
- Padina crispata Thivy
- Padina distromatica Hauck
- Padina ditristromatica Ni-Ni-Win & H.Kawai
- Padina dubia Hauck
- Padina elegans Koh ex Womersley
- Padina fasciata Ni-Ni-Win, M.Uchimura & H.Kawai
- Padina fernandeziana Skottsberg & Levring
- Padina fraseri (Greville) Greville
- Padina glabra Gaillard
- Padina gymnospora (Kützing) Sonder
- Padina haitiensis Thivy
- Padina ishigakiensis Ni-Ni-Win, S.Arai, M.Uchimura & H.Kawai
- Padina japonica Yamada
- Padina jonesii Tsuda
- Padina macrophylla Ni-Ni-Win, M.Uchimura & H.Kawai
- Padina maroensis Ni-Ni-Win, I.A.Abbott & H.Kawai
- Padina melemele I.A.Abbott & Magruder
- Padina mexicana E.Y.Dawson
- Padina minor Yamada
- Padina moffittiana Abbott & Huisman
- Padina okinawaensis Ni-Ni-Win, S.Arai & H.Kawai
- Padina pavonica (Linnaeus) Thivy (espécie-tipo)
- Padina pavonicoides Ni-Ni-Win & H.Kawai
- Padina perindusiata Thivy
- Padina phasiana Bory de Saint-Vincent
- Padina plumbea (Areschoug) Levring
- Padina profunda S.A.Earle
- Padina ramonribae Avila-Ortíz & Pedroche
- Padina ryukyuensis Y.Lee & Kamura
- Padina sanctae-crucis Børgesen
- Padina somalensis Hauck
- Padina stipitata Tanaka & Nozawa
- Padina sulcata Ni-Ni-Win, S.G.A.Draisma & H.Kawai
- Padina terricolor Ni-Ni-Win, M.Uchimura & H.Kawai
- Padina tetrastromatica Hauck
- Padina thivyi Doty & Newhouse
- Padina tristromatica Levring
- Padina undulata Ni-Ni-Win, S.Arai & H.Kawai
- Padina usoehtunii Ni-Ni-Win & H.Kawai
- Padina zonata Gaillon